# Brachymyrmex musculus
Brachymyrmex musculus é uma espécie de inseto do gênero Brachymyrmex, pertencente à família Formicidae.